# بوبي جونسون (لاعب كرة قدم أمريكية)
بوبي جونسون (بالإنجليزية: Bobby Johnson)‏ هو لاعب كرة قدم أمريكية أمريكي، ولد في 14 ديسمبر 1961 في سانت لويس الشرقية ‏ في الولايات المتحدة.

## وصلات خارجية
- بوبي جونسون على موقع مرجع كرة القدم المحترفة.كوم (الإنجليزية)